# Santuario de la Virgen de la Asunción de Bedramón
El Santuario de la Virgen de la Asunción de Bedramón es un santuario de Asturias situado a 940 m de altitud en el monte Bedramón, que da el nombre al santuario (ya que hay innumerables santuarios y ermitas bajo la advocación de la Virgen de la Asunción no solo en Asturias sino en toda España). El nombre del monte, Bedramón, es nombre compuesto de dos palabras vetera mons (monte viejo). Este monte limita con el monte  cordal de Berducedo y el santuario está en medio de una gran masa de coníferas procedentes de reciente repoblación. Pertenece a la parroquia de San Martín del Valledor del  Concejo de Allande. Por las cercanías del santuario pasa el Camino de Santiago

## Historia
La fecha de la fundación es desconocida pero por los restos hallados parece tener sentido la hipótesis de que haya habido una antigua capilla construida posiblemente sobre una de las muchas necrópolis prehistóricas, muy abundantes es esos parajes, con el fin de llevar a cabo la cristianización de la población del lugar.
En esta misma zona existía una laguna que el paisanaje la identificaba con el nombre de «oyo de mar» y que frecuentemente está en las cercanías de estos enterramientos como por ejemplo, Os Pozos en La Figuerina, en asturiano A Figueiría.
Fue edificado en pleno siglo XVIII pero antes, el 7 de julio de 1653, época de hondos fervores marianos, el provisor y vicario general, el licenciado Diego de Valdés  Bango dicta un auto a instancias del Comisario del Santo Oficio, el licenciado Pedro García-Allande y Valledor, en el que aprueba la constitución de la Cofradía de Nuestra Señora de Bedramón.
El «Libro de la Cofradía» resulta de gran interés y comienza así: «Libro de Nuestra Señora de Bedramón y cofrades de dicho Santuario y de visitas y cuentas que se empezó el año de 1654». El seis de junio de 1654 quedaron formadas las Constituciones de la Cofradía ante don Alonso Rodríguez de la Torre y Villamil, cura de Berducedo alcanzándose de Su Santidad el Papa la concesión de poder lucrar el «jubileo plenísimo» en las siguientes festividades: Anunciación de Nuestra Señora, Asunción de Nuestra Señora, Pascua del Espíritu Santo, San Bernabé y San Francisco.
Finaliza el citado Libro con estas palabras: «Apliqué en honra de la Virgen y a intención de los devotos que dieron la limosna, sesenta y siete misas. Lo que firma en S. Martín a 6 de septiembre de 1937. El Párroco Benigno Valledor Uría»

## Estructura y Arquitectura
La construcción de la Casa de Novenas y Santuario fue encomendada al cantero Alonso Gutiérrez continuándola Pedro Martínez Pachín, neviego de origen terminándose en el año 1689. Durante el siglo XIX se realizaron modificaciones y reparaciones a cargo de Josep Queipo, vecino de Cornollo y por el gallego Manuel de Herías.
Durante la contienda civil del siglo XX se quemó totalmente el Santuario incluido el retablo barroco, la talla de la Asunción y demás ornamentos sagrados. Al iniciar la reconstrucción se prescindió de la cúpula y arco quedando reducido el Santuario a una sola nave rectangular con cabecera resaltada, el presbiterio y un pequeño pórtico sobre pilares. La Casa de las Novenas, del siglo XVII, está en situación ruinosa.

## Favores y milagros
En las proximidades del Santuario existe una fuente cuyas aguas, según la tradición popular, son buenas para curar el bocio.

## Fiestas, devociones y tradiciones
La festividad principal se celebra el día 15 de agosto, fiesta mariana conocida en toda España como la «Virgen de agosto». Anteriormente también se celebraba la fiesta de San Bartolomé y la «Fiesta Eucarística» el domingo siguiente al 15 de agosto, con procesión del Santísimo Sacramento y en gran recogimiento piadoso del pueblo en medio del silencio del bosque.